# Craterocephalus munroi
Craterocephalus munroi és una espècie de peix pertanyent a la família dels aterínids.

## Descripció
- Pot arribar a fer 5 cm de llargària màxima.
- 6-8 espines i 5-7 radis tous radis tous a l'aleta dorsal i 1 espina i 6-7 radis tous a l'anal.
- 10-12 branquiespines.[5][6]

## Hàbitat
És un peix d'aigua dolça i salabrosa, bentopelàgic i de clima tropical.

## Distribució geogràfica
Es troba a Austràlia: rius Bynoe, Nicholson i Norman al golf de Carpentària.

## Observacions
És inofensiu per als humans.